# Adolf Johan av Pfalz-Zweibrücken
Adolf Johan av Pfalz-Zweibrücken, född 11 oktober 1629 på slottet Stegeborg i Östergötland (nu i Söderköpings kommun), död  där 14 oktober 1689 var en svensk riksmarsk, riksmarskalk och generalissimus. Adolf Johan var också pfalzgreve och tysk-romersk hertig, och han blev även prins av Sverige som bror till kung Karl X Gustav.

## Biografi
Adolf Johan av Pfalz-Zweibrücken var yngste son till pfalzgreven Johan Kasimir av Pfalz-Zweibrücken, hertig av Pfalz-Kleeburg, och den svenske kungen Karl IX:s dotter Katarina Vasa (som dog när Adolf Johan var nio år gammal), var innehavare av titeln pfalzgreve vid Rhen, som arvtagare till hertigdömet Kleeburg. Hans far Johan Kasimir hade år 1604 ärvt Pfalzgrevskapet Kleeburg i Elsass (Alsace) efter sin far, Johan I av Pfalz-Zweibrücken, bestående av två slott, en köping och ett tiotal byar. Det var i denna egenskap han bar titeln pfalzgreve. Pfalzgreve var en tysk furstlig titel. Adolf Johans far Johan Kasimir var stamfar till den så kallade Pfalziska ätten på Sveriges tron, en gren av furstehuset Wittelsbach. År 1651 erhöll fadern Stegeborg som underhållslän för den uteblivna brudskatten från sitt giftermål med Gustav II Adolf:s syster Katarina Vasa.
Adolf Johan var således bror till den svenske kungen Karl X Gustav och Adolf Johan begravdes vid sin död först i Riddarholmskyrkan, men flyttades senare till Strängnäs.

### Adolf Johans uppväxt
Adolf Johan var bror till Christina Magdalena (1616–1662), som var gift med markgreve Fredrik VI av Baden-Durlach, Karl X Gustav (1622–1660), som blev kung av Sverige,  Maria Eufrosyne (1625–1687), som var gift med greve, riksmarskalk, riksdrots, rikskansler Magnus Gabriel De la Gardie och Eleonora Katarina (1626–1692), gift med lantgreve Fredrik av Hessen-Eschwege. Av hans syskon föddes på Nyköpingshus systern Christina Magdalena 1616 och brodern Karl Gustav 1622. På Stegeborgs slott föddes systrarna Maria Eufrosyne 1625 och Eleonora Katarina 1626. Adolf Johan föddes också på Stegeborgs slott och han var den yngste i syskonskaran. Tre av hans syskon födda 1618, 1619 och 1628 avled som barn.
Adolf Johans morfar Karl IX (1550–1611) var gift två gånger. Med sin första hustru Maria av Pfalz (1561–1589) hade han dottern Katarina Karlsdotter Vasa (1584–1638), som 1615 gifte sig med pfalzgreven Johan Kasimir av Pfalz-Zweibrücken. Med sin andra hustru, Kristina av Holstein-Gottorp (1573–1625), hade han bland annat sonen Gustav Adolf (1594–1632). Katarina Karlsdotter Vasa och Gustav II Adolf var alltså halvsyskon. Prinsessan Katarina Karlsdotter Vasa gifte sig med den tyske småfursten Johan Kasimir, pfalzgreve och hertig till Kleeburg. Trettioåriga kriget tvingade furstefamiljen att lämna Kleeburg. Av Gustav II Adolf fick Johan Kasimir och Katarina då Stegeborg i Östergötland som förläning och flyttade dit med sina två söner Karl Gustav, sedermera Karl X Gustav, född 1622 och Adolf Johan, född 1629.
Efter Gustav II Adolfs död 1632 uppfostrades kungens dotter Kristina, Karl Gustav och Adolf Johan som en syskonkull på slottet Tre Kronor i Stockholm med pojkarnas mor Katarina Karlsdotter Vasa som fostermor. Angående familjens ställning och om arvsrätten till Stegeborg kom familjen efter Gustav II Adolfs död 1632 i konflikt med Kristinas förmyndarregering. Då fadern Johan Kasimir bröt med rådet 1633 lämnade även modern Katarina hovet och drog sig tillbaka till Stegeborg. Modern Katarina tycks själv inte ha varit intresserad av att delta i politiken eller diplomatin. Då Adolf Johan var 7 år gammal, år 1636, fick hon officiellt vårdnaden om sin brorsdotter, drottning Kristina och ansvaret för hennes uppfostran. Hon utnämndes på riksrådet Axel Oxenstiernas önskan, och ska ha accepterat uppdraget vid hovet med viss ovilja. Denna utnämning förstörde hennes relation till Maria Eleonora, som var mor till Kristina. Kristina själv skulle senare beskriva åren som Katarinas fosterbarn som lyckliga. Adolf Johans mor Katarina Karlsdotter Vasa dog i december 1638 när Adolf Johan var 9 år, men han var kvar och uppfostrades vid hovet, som Kristinas bortskämde lillebror.
Först på sommaren 1633 var det dags för kung Gustav II Adolfs likfärd mot Sverige. Då förde en sorgeprocession den döde kungen ner till vattnet. Processionen bestod av personer från Sverige och de närliggande områdena. Fanor från alla grevskap och furstendömen, blodsfanan och huvudbaneret framfördes och som symboler för den döde fanns kyrisset (rustningen), svärdet och livhästen. Änkan, Maria Eleonora, deltog i vagn, men Gustav Adolfs unga dotter Kristina var inte med.
I processionen mot Stockholm fördes åtta krigstroféer från Lützen och flera leipzigska troféfanor som markerade Sveriges status som stormakt. Fem svartklädda riksämbetsmän bar regalierna, men riksrådet Axel Oxenstierna deltog inte. Riksämbetsmännen gick framför det kungliga liket som låg på en bår smyckad med svart tyg. Alldeles bakom likbåren kom kungens svåger pfalzgreve Johan Kasimir, med sina söner Karl Gustav och Adolf Johan. Denna gång deltog både den sörjande änkedrottningen Maria Eleonora och den sjuåriga dottern Kristina. Den sorgesamma processionen drog landsvägen fram genom riket mot huvudstaden. Ett år senare begravdes Gustav II Adolf den 22 juni 1634 i Riddarholmskyrkan i Stockholm.

## Titel
Adolf Johans titlar har ofta varierat i historisk litteratur men den korrekt som användes i hans samtid var:
Pfalzgreve vid Rhen, i Bayern, till Jülich, Kleve och Berg hertig, greve till Veldenz, Sponheim, Mark och Ravensburg, herre till Ravenstein
Dock kontrollerade inte Adolf Johan dessa områden, utan det skall ses som anspråk som han hade arvsrätt till. Det områden han i verkligheten kontrollerade var Neukastel samt Kleeburg.
Det är heller inte korrekt att Adolf Johan eller hans far Johan Kasimir skulle vara Hertigar av Stegeborg utan detta var endast ett ärftligt pantlän som förlänats fadern som pant för den uteblivna brudskatten för Adolf Johans mor.

## Årtal i korthet

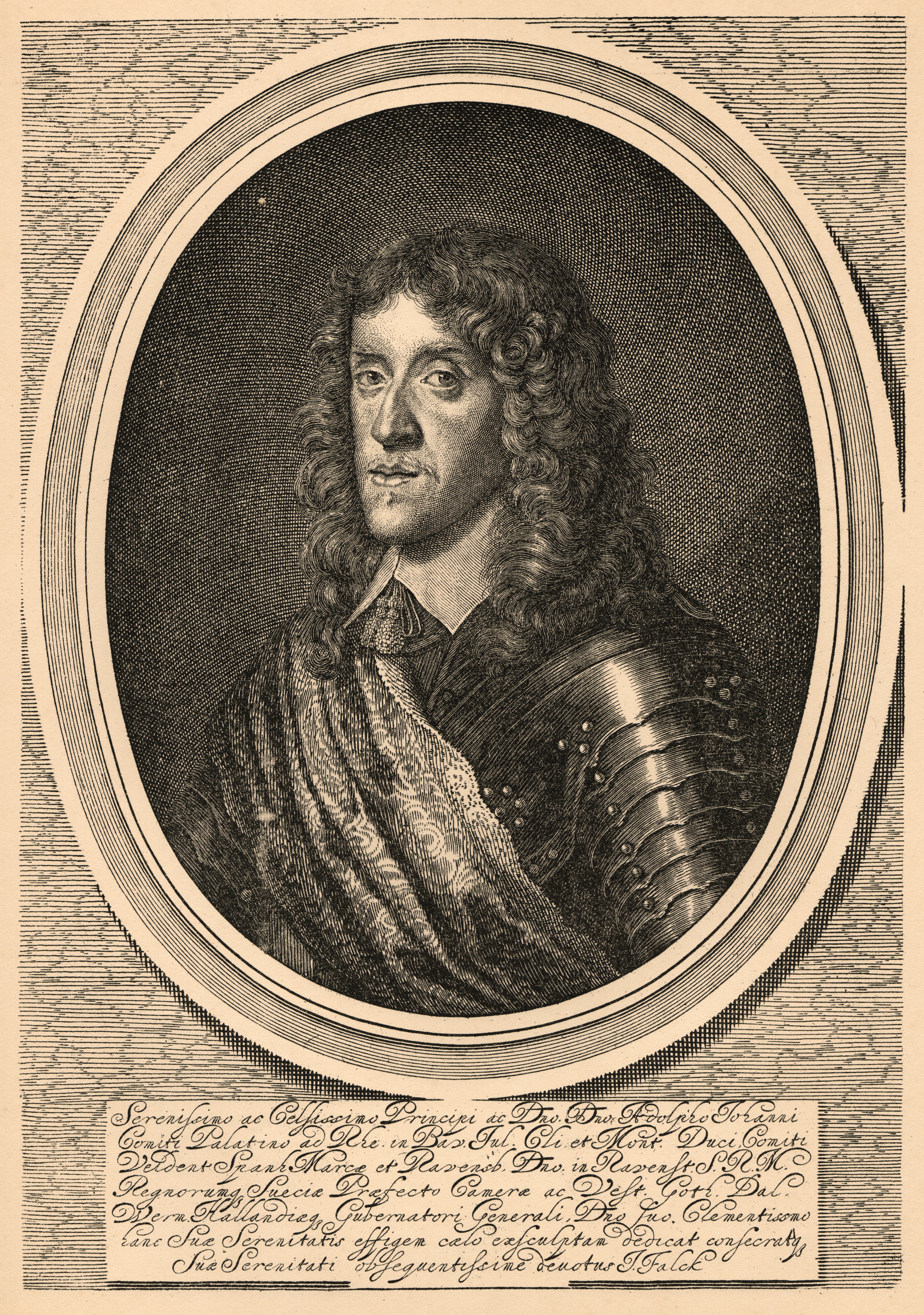
Prins Adolf Johan, hertig av Stegeborg och greve av Pfalz-Zweibrücken. Kopparstick av Jeremias Falck (1609–1677) efter en målning av David Beck (1621–1656), utfört 1649, samma år som Adolf Johan utnämndes till överkammarherre.

Adolf Johan uppfostrades vid det svenska hovet. Tillsammans med sin kusin drottning Kristina och sin bror, den blivande Karl X Gustav fick han sin grundutbildning. Han fick en vårdad uppfostran som fullbordades genom resor till Paris 1646 med Magnus Gabriel De la Gardies franska ambassad och i Frankrike, Italien och Tyskland 1647–1648. Vid knappt 22 års ålder tillträdde han generalguvernörsämbetet över Västergötland med Värmland, Dalsland och Halland.
- 1649 – Utnämnd till överkammarherre.
- 1651–1654 – Generalguvernör över Västergötland med Värmland, Dalsland och Halland (utnämnd 10 juni 1651).
- 1653–1654 – Riksmarskalk, med titeln grand-maître (liktydigt med högmästare eller stormästare),[7] "tillika grand-maître vid hovet och riksmarskalk 16 juni 1653".
- 1656 – generalissimus över svenska arméerna i Polen och Preussen 3 jan. 1656.
- 1657 – tillika generaldirektör över Västpreussen mars och juni 1657.
- 1657–1659 – Överdirektör över generalguvernementet Preussen.
- 1657 – utnämnd till riksmarsk 12 februari 1660, men kom icke i besittning av detta ämbete.
- 1660 – I kungens testamente återutnämnd till riksmarskalk samt medlem av förmyndarregeringen, där han skulle vara ersättare för änkedrottningen. Utnämningen godtogs dock inte av riksrådet och Adolf Johan fick träda tillbaka.

## Preussen och polska kriget

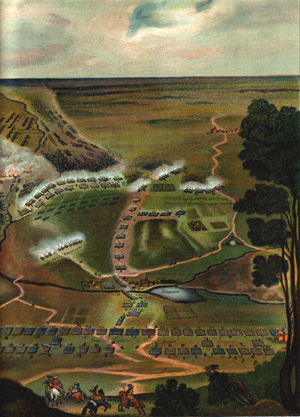
Slaget vid Gnesen, Storpolen, Polen utspelades den 27 april 1656.

Då det polska kriget kom hade Karl X Gustav blivit kung och han tog då brodern Adolf Johan med sig och gav honom högt befäl. Redan efter ett år var han generalissimus (högste befälhavare för landets stridskrafter) över arméerna i Polen och Preussen, då kungen tågade mot Danmark.
Karl X Gustavs polska krig på 1650-talet var ett krig som varade åren 1655–1660 och som främst var mellan Sverige och Polen-Litauen. Kriget slutade utan tydlig segrare. Kriget startades av Sverige, men segrare blev Polen. Sverige hade många framgångar i början av kriget.

### Högste befälhavare i slaget vid Gnesen 1656
Under Karl X Gustavs polska krig på 1650-talet ledde Adolf Johan de svenska trupperna till seger i slaget vid Gnesen den 27 april 1656. Fältslaget vid Gnesen (Gniezno, på tyska: Gnesen) utspelades 1656 under Karl X Gustavs polska krig, mellan Sverige och Polen-Litauen. Staden Gniezno ligger i Storpolens vojvodskap i västra Polen, belägen 50 kilometer nordost om Poznań. Slaget räknas som oavgjort då de polsk-litauiska styrkorna lämnade slagfältet. Resultatet blev en svensk seger. De svenska befälhavarna var Adolf Johan av Pfalz och Carl Gustaf Wrangel och den polsk-litauiska befälhavaren var Stefan Czarniecki.

### Förde befälet vid slaget vid Kcynia 1656
Slaget vid Kcynia ägde rum den 1 juni 1656 under Karl X Gustavs polska krig. De svenska trupperna, under befäl av kung Karl X Gustav och Adolf Johan av Pfalz-Zweibrücken, besegrade Stefan Czarnieckis polsk-litauiska trupper.

## Tredagarsslaget vid Warszawa

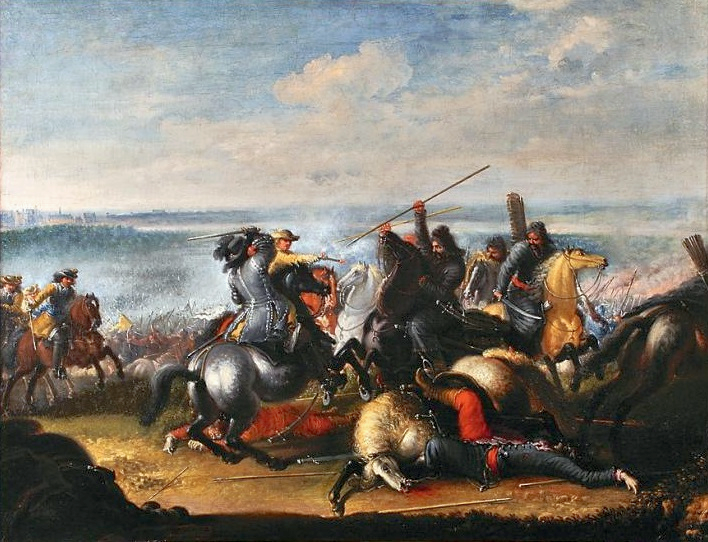
Karl X Gustav var nära att mista livet när han träffades av en polsk husars lans den 19 juli 1656. Oljemålning 1684 av Johan Philip Lemke (1631–1711). Polska Armémuseet i Warszawa.

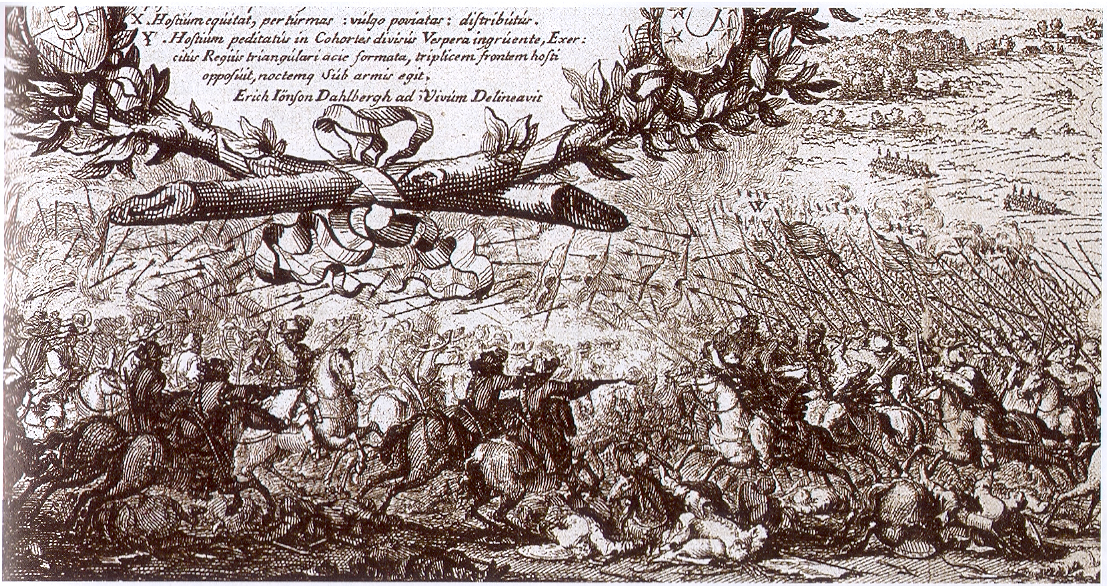
Tatarattacken mot det svenska rytteriet. Observera att tatarerna använder pilbågar och lansar mot svenskarnas pistoler. Gravyr efter teckning av Erik Dahlbergh.

Tredagarsslaget vid Warszawa var det största slaget under Karl X Gustavs polska krig och utkämpades 18–20 juli 1656 mellan å ena sidan Sverige och Brandenburg och å andra sidan Polen. I slutet av maj 1656 fick Adolf Johan ett nytt uppdrag. Uppdraget gällde att i samråd med härens generaler om möjligt undsätta den svenska garnisonen i Warszawa. Hertigen såg sig dock ur stånd att lösa denna uppgift. Fienden var för stark, och Adolf Johan fann sin framskjutna ställning vid Nowy Dwór i Polen så vådlig, att han till och med satte i fråga ett återtåg till Toruń (staden hette tidigare på svenska Thorn) i mellersta Polen, 180 km nordväst om Warszawa. Staden Toruń hölls ockuperad av Sverige 1655–1658. Men händelserna tog en annan vändning, när Karl Gustav blivit ense med Fredrik Vilhelm av Brandenburg och i förening med honom ryckte fram mot den polska huvudstaden. I slaget vid Warszawa kämpade Adolf Johan på högra flygeln vid konungens sida. Särskilt omtalas, hur han på slaktningens andra dag, 19 juli 1656, i spetsen för fyra skvadroner som kastade tillbaka ett tatariskt anfall i svenska härens rygg. Under striderna som följde var Karl X Gustav nära att mista livet då en polsk husar vid namn Jakub Kowaliski träffade kungen i bröstet med sin lans. Kungens harnesk skyddade honom från att genomborras av spetsen och en livknekt kunde snabbt skjuta husaren. På eftermiddagen drog sig polackerna tillbaka, då anfallen gav föga resultat. När mörkret föll beslöt ledningen för den allierade armén att man skulle dra sig tillbaka. Det var denna afton betydligt lugnare bland officerarna vid det allierade lägret vid Bródno, ett område som gränsar till Warszawa.
Den 20 juli stod delar av det polska infanteriet ordnat mellan sandkullarna och floden. När de allierade besköt dem med artilleri gav de upp. De allierade befälhavarna blev oense om vad de skulle göra med dem. Fredrik Vilhelm av Brandenburg ville att man skulle gå till attack mot dem, men Karl X Gustavs bror Adolf Johan ville avsluta eldgivningen mot dem. De polska infanteriförbanden fick ett andrum när svenskarna inte kunde besluta sig för vad de skulle göra och kunde fly från slagfältet.
Allierade trupper marscherade in i staden den 24 juli 1656 och stannade vid Warszawa ända till slutet av juli. Trots segern blev slaget början till slutet för framgångarna i Karl X Gustavs polska krig. Allt mörknade därefter för svenskarna, såväl militärt som diplomatiskt. Man fick trots det en acceptabel fred i Oliwa 1660 utan några större skillnader.

### Freden i Oliwa
Freden i Oliwa slöts 1660 och fredsavtalet undertecknades i klostret i Oliwa den 3 maj 1660. Johan II Kasimir av Polen, Polen-Litauens kung, avsade sig alla anspråk på Sveriges krona. Polen erkände Sveriges innehav av Estland, Ösel och Livland. Freden i Oliwa slöts 1660, och avslutade Karl X Gustavs polska krig som då pågått i fyra år och nio månader mellan Sverige på ena sidan och Polen, Tysk-romerska riket samt Brandenburg på den andra.

### General över trupper som lämnades kvar i Preussen
- 30 januari 1659: Wirtz och Adolf Johans styrkor, 2000 och 3000 soldater respektive,  förenades och gör en lyckad framstöt i fientligt område. Bland annat Marienburg intas.
- 10 februari 1659: Dirschau intas.
- Adolf Johans styrkor går i vinterkvarter vid Grunau. I slutet av april 1659 angrips dom av 2 700 soldater från Brandenburg och Svenskarna tvingas fly till Elbing.
- 14 maj 1659: Danziger Haupt anfalls av cirka 4 000 Polska soldater och Danzigbor men räddas av Adolf Johans styrkor den 17 maj.
- 21 juli 1659: Dirschau anfalls av flera tusen soldater men räddas av Adolf Johans styrkor.[8]

Efter kungens avtåg från Preussen mot Danmark år 1657, utnämndes Adolf Johan till general över de trupper, som lämnades kvar i Preussen, vilket ledde till tvister. De svenska trupperna kom i trångmål, och kungen ogillade Adolf Johans åtgärder. Detta ledde till, att han blev så upprörd, att han reste hem 1659 efter ha lämnat över befälet till fältmarskalklöjtnant Lorens von der Linde. 
Karl X Gustavs första danska krig var ett krig som pågick åren 1657–1658 mellan Sverige och Danmark med Holstein som allierad på svensk sida. När kriget bröt ut 1657 var Sverige redan inblandat i ett krig i Polen samt ett krig mot Ryssland. Karl X Gustavs andra danska krig var det krig som utspelade sig kort efter Karl X Gustavs första danska krig under tiden 5 augusti 1658 – 26 maj 1660. Kriget slutade med att Sverige fick återlämna Bornholm och Trondheims län.

## Karl X Gustavs död
Karl X Gustav dog 13 februari 1660 under en riksdag i Göteborg. Då var det meningen att Adolf Johan skulle ingå i tronföljaren Karl XI:s förmyndarregering tillsammans med änkedrottning Hedvig Eleonora och rikets råd. Direkt efter kungens dödsfall hade man beslutat att Göteborgs stadsportar skulle stängas och Adolf Johan lät därför tillkalla Göteborgs kommendant Carl Sjöblad, samt befallde honom att överlämna nycklarna. När denne vägrade och först bad att få tala med drottningen och rådet, drog hertigen sin värja mot Sjöblad, som snabbt gjorde detsamma, varpå hertigen lugnade ner sig.
1 mars 1660 justerades ett tidigare riksdagsbeslut och nu erkändes arvprinsen Karl XI som Sveriges kung och hertig Adolf Johan uteslöts ur förmyndarregeringen. Därefter fick han inga fler offentliga uppdrag.

## Eftermäle
Adolf Johans eftermäle är färgat av att han drev ett stort antal tvistemål i såväl Sverige som Tyskland, till och med mot sina egna barn, vilka 1688 såg sig nödsakade att söka kungligt beskydd. G. Wittrock skriver i Svenskt biografiskt lexikon (SBL) om Adolf Johan följande: "Hela Adolf Johans bana vittnar, att det icke var någon stor förmåga, som genom 1660 års beslut sattes ur verksamhet. Tydligt är dock, att Karl X Gustavs broder jämte allvarliga lyten ägde kunskaper och en viss begåvning lika väl som personligt mod, och otvivelaktigt hade han under gynnsammare yttre förhållanden kunnat under sin mannaålder uträtta mera till gagn och mindre till skada."

## Giftermål och barn
- Adolf Johan gifte sig första gången vid 20 års ålder den 19 juni 1649 med den likaledes 20-åriga grevinnan Elsa Beata Persdotter Brahe (31 augusti 1629 – 4 april 1653). Hon var dotter till greve Per Brahe den yngre och Kristina Katarina Stenbock. Elsa Beata Brahe dog dock redan efter fyra års äktenskap.I det första äktenskapet fick Adolf Johan endast sonen Gustav Adolf (född och död 1652).[9]

- Adolf Johan gifte sig andra gången i februari 1661 med sin första makas kusin Elsa Elisabeth Nilsdotter Brahe (29 januari 1632 – 24 februari 1689). Bröllopet hölls på Tidö slott. Hon var dotter till greve Nils Brahe den äldre av Visingsborg och friherrinnan Anna Margareta Bielke och hon hade tidigare varit gift med rikskansler greve Erik Axelsson Oxenstierna (1624–1656). Elsa Elisabeth Brahe blev i det första äktenskapet änka 1656 med fem barn.[10] Adolf Johan friade till Erik Oxenstiernas änka Elsa Brahe, men drottningen och andra avrådde henne, men "hon tjusades av tanken att bli kunglig person" och hon hoppades säkert också att få byta sin änketillvaro mot ett furstligt hovliv. De fem barnen fick då tas om hand av andra, flickorna var då 11, 10 och 6 år och pojkarna var 9 och 5 år gamla. Hon rustade för ett ståndsmässigt bröllop. Bröllopet hölls på Tidö slott, men hertig Adolf Johan var nu en avsatt marsk och vice regent och hertigparet drog sig undan till Stegeborg och senare flyttade hertigfamiljen utomlands till sina tyska gods.[11]

I det andra äktenskapet föddes sammanlagt nio barn varav fyra uppnådde vuxen ålder:
1. Katarina, född 30 november 1661, död 6 maj 1720, gift 1696 med Kristoffer Gyllenstierna.
2. Maria Elisabet, född 1663, död 1748, gift med G. von Gerstorff.
3. Adolf Johan d.y., född 13 augusti 1666, död 25 februari 1701, pfalzgreve vid Rhen, kejserlig arméofficer, ogift.
4. Gustav Samuel Leopold, född 1670, död 1731, hertig av Pfalz-Zweibrücken. Han blev katolik 1696 och regerande pfalz-greve av Zweibrücken 1718 vid Karl XII:s död, han avled barnlös 1731.

## Sätesgården Görväln i Järfälla

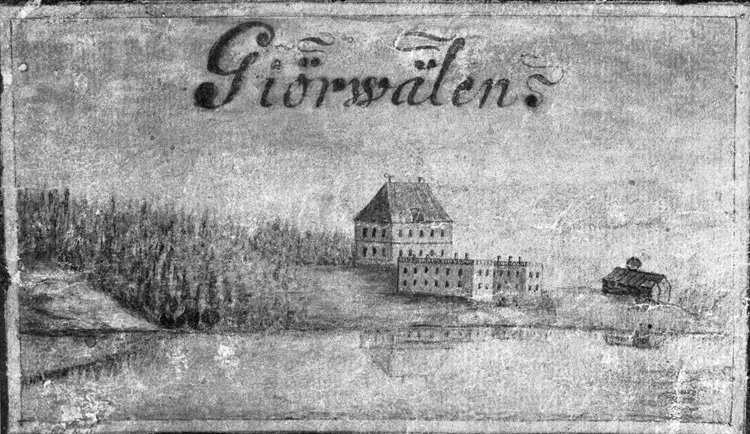
Görvälns sätesgård på Carl Gripenhielms karta över Mälaren, 1689.

I början av 1600-talet ägdes Görväln i Järfälla socken av riksrådet och rikskanslern, friherre Svante Bielke. Han sägs vara den som byggt den första sätesgården på Görväln. Adolf Johans hustru Elsa Elisabet Brahes far Nils Brahe den äldre hade den 16 april 1628 gift sig på slottet Tre Kronor med friherrinnan Anna Margareta Bielke (1603–1643), dotter till Svante Bielke. Anna Margareta Bielke fick vid arvskiftet bland annat ärva Görvälngodset då hennes bror, Sten Bielke (1598–1638), avled 1638. Genom arv hamnade så småningom Görväln hos Svante Bielkes dotterdotter Elsa Elisabeth Brahe, som år 1661 gifte sig med hertig Adolf Johan. Elsa Elisabeth Brahe och hennes bror Nils Brahe den yngre föddes i Tyskland. Elsa Elisabeth Brahe ägde Görväln åren 1643–1689. Det var under hennes tid som den nuvarande huvudbyggnaden och flyglarna uppfördes åren 1659–1661. Nicodemus Tessin den äldre och Jean de la Vallée användes omväxlande som arkitekter. Men Görväln blev inte något kungligt slott. Ganska snart blev Adolf Johan utmanövrerad från förmyndarregeringen för brorsonen Karl XI och efter en massa kontroverser flyttade han och hustrun till Stegeborgs slott i Östergötland.
I början av 1660-talet vistades greve Adolf Johan och hans maka Elsa Elisabeth på Görväln under sommartid. Ett brev, daterat på Görväln 1662, är av Adolf Johans hand. Paret bodde permanent på Stegeborgs slott i Östergötland och de båda avled 1689.
De fyra barn som ärvde Görväln var Katarina av Pfalz-Zweibrücken, Maria Elisabet, Adolf Johan den yngre och Gustav Samuel Leopold (1670–1731). Ekonomin var så hopplös, att barnen måste begära urarava konkurs. Stegeborg indrogs till kronan. Görväln kunde däremot behållas, eftersom det varit Elsa Brahes enskilda egendom. Hennes barn med Erik Oxenstierna hade förut lösts ut. Adolf Johans barn ägde Görväln åren 1689–1716.